# Mofeta
Mofeta je reža ali kroglasta odprtina v tleh, iz katere izhajajo vroči plini, največkrat ogljikov dioksid, s temperaturo pod 100 °C. Mofeta je navadno suha oz. zapolnjena le z deževnico; pogosto kaže na nekdanjo ognjeniško aktivnost. Primeri mofete so tako fumarole, gejzirji, sofioni in solfatare.

## Mofete v Evropi
V Evropi je znanih več mofet: 
- Slovenija: Mofete Strmec, Stavešinske slepice, Ivanjševska mofeta, Mofete Rihtarovci, Polička slatina, Ledava pri Nuskovi[2]
- Nemčija: Laacher See, Vulkaneifel, Bad Pyrmont, Eyach.
- Češka: krajinski park Soos.
- Italija: Pasja jama pri Neaplju
- Grčija: na polotoku Methana, na otokih Milos in Santorini ter v hirmotermičnem kraterju Stefanos na otoku Nisyros